# Гарцтор
Гарцтор (нім. Harztor) — громада в Німеччині, розташована в землі Тюрингія. Входить до складу району Нордгаузен. Складова частина об'єднання громад Гонштайн/Зюдгарц.
Площа — 74,12 км2. Населення становить 7474 ос. (станом на 31 грудня 2021).

## Галерея

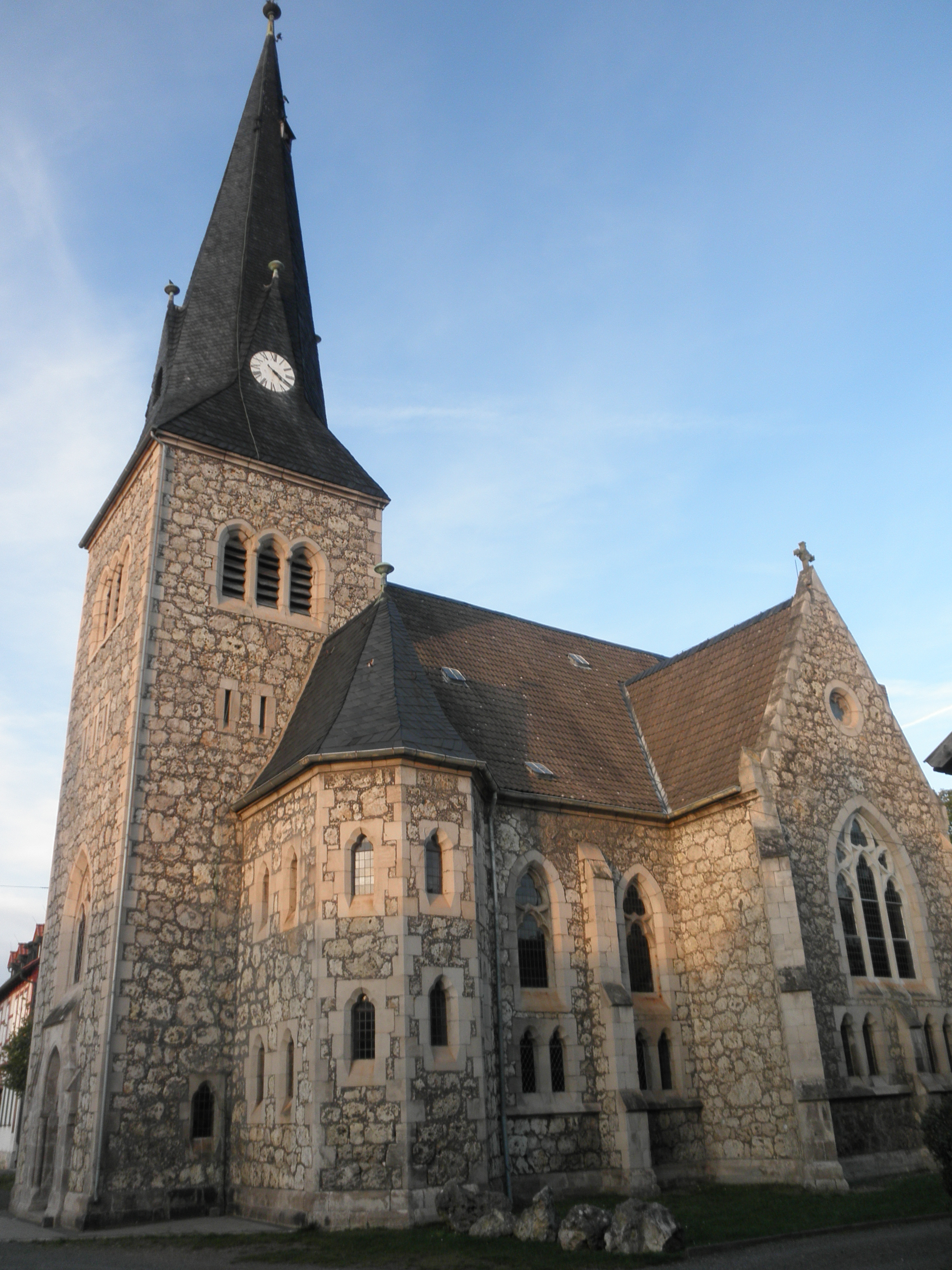